# 张临
张临（？—前33年），西汉京兆杜陵（今陕西省西安市东南）人，富平共侯。御史大夫张汤玄孙，富平敬侯张安世之曾孙，富平爱侯张延寿之孙，富平缪侯张勃之子。
前47年，张临嗣父爵为富平侯，娶汉元帝姊敬武公主为妻，张临性尚谦俭，常言应以桑弘羊、霍禹骄奢致败为戒。张临临终时，以其家财分施宗族故旧。前33年，张临死后，谥号共，其子张放嗣侯，其孙張純、曾孙張奮都是东汉的司空。

## 家族
- 张临世系图